# Livegenskab i Rusland
Livegenskab i Rusland var en central del af det russiske samfund i tiden frem til 1861, hvor livegenskabet blev afskaffet. Livegenskabet (крепостной крестьянин, translit.: (krepostnoy krest'yanin) omfattede bønder (landarbejdere og landarbejderenes familie) og indebar, at den livegne  var en ufri person, der kunne handles af jordens ejer i forbindelse med overdragelse af jorden. I modsætning til slaver kunne livegne ikke handles selvstændigt. Godsejerne havde således ikke ejerskab til de livegne, men havde ret til at pålægge de livegne at arbejde for godsejeren. Egentligt slaveri var kendt i Ruslands historie, men blev ophævet af Peter den Store i 1723. Datidens lovgivning, såsom Russkaja Pravda (fra 1100-tallet og senere) havde en detaljeret beskrivelse af forskellige grader af godsejernes feudale rettigheder i forhold til de til jorden knyttede bønder og disses familier.
Livegenskab blev den fremherskende form for relation mellem de russiske godsejere (adelen) og bønderne i landbefolkningen fra 1600-tallet. Livegenskab var mest udbredt i de centrale og sydlige dele af Zar-Rusland og fra 1721 i det efterfølgende Russiske Kejserrige. Livegenskab i Ukraine og i andre områder, der var domineret af kosakker, i Ural og i Sibirien var imidlertid en sjældenhed, indtil det under Katarina den Store (1762–1796) spredte sig til Ukraine, hvor godsejerne sendte deres livegne ind i kosak-områderne for at høste i de store uudnyttede områder.
Det var alene godsejere og den russiske stat, der havde ret til at eje livegne, men i praksis foretog private virksomheder handel med russiske livegne, der på trods af udgangspunktet om tilknytning til jorden (godset) blev solgt til nye ejere, ikke blot i Rusland men også i udlandet, eksempelvis i Persien og i Osmannerriget, hvor de blev solgt som "studerende" eller "tjenestefolk". Disse "studerende" eller "tjenestefolk" var i praksis ejet af velhavende personer, nogle gange endog velhavende livegne, der ikke var godsejere. Kejser Nikolaj 1. forbød handel med afrikanske slaver i 1842, selvom næsten ingen russere deltog i den afrikanske slavehandel, men russiske livegne blev fortsat købt og solgt.
Kejser Aleksandr 1. (1801-1825) ønskede at reformere systemet, men gik forsigtigt frem af hensyn til godsejerne, der var afhængige af de livegnes arbejdskraft. Aleksandr 1. ophævede alene livegenskabet i Estland, Livland (begge i 1816) og Kurland (i 1817). Ny lovgivning gav alle rangklasser - bortset fra livegne - ret til at eje jord, et privilegium, der tidligere var forbeholdt adelen. Kejser Aleksandr 2. ophævede livegenskabet i 1861 et par år senere end Østrig-Ungarn og andre tyske lande. Historikere har peget på flere årsager til ophævelsen, herunder frygt for større opstande blandt de livegne, den russiske regerings økonomi, ændring af kulturel opfattelse af livegenskabet og militærets behov for soldater.

## Historie

### Opståen
Livegenskabets opståen kan spores tilbage til 1100-tallet. I henhold til Kijevrigets lovbog Russkaja Pravda havde en fyrstes bonde-undersåtter ("smerder") begrænsede rettigheder i forhold til at eje jord, ligesom de personlige friheder var begrænsede. Arv efter smerder tilfaldt fyrsten, ligesom et drab på en smerd blev straffet med bøde og ikke med livsstraf, som var den normale straf på frie mænd og kvinder. Russkaja Pravda indeholdt detaljerede beskrivelser af landbefolkningens rettigheder (og mangel på samme) og beskrev for de ufrie (kholopper) forskellige grader af ufrihed.

### 1200- til 1400-tallet
Fra 1200-tallet til 1400-tallet var feudalsamfundet afhængigt af et stort antal bønder, der i vidt omfang var ufrie, men livegenskab, som det i dag opfattes, var ikke udbredt i det russiske samfund. I midten af 1400-tallet blev skete begrænsninger i vottjinaernes (administrative enheder i Rusland) indbyggeres muligheder for at forlade vottjinaen, og det blev for de ufrie kun muligt at skifte vottjina i en uge før og efter Juriev-dagen, den 26. november. Den Ivan 3.'s russiske lovbog Sudebnik fra 1497 lovfæstede denne regel og gjorde den gældende for alle russere og pålagde dem der flyttede en særlig skat for flytningen, pokhiloe. Lovbogen Sudebnik fra 1497 pålagde endvidere bønderne en række restriktioner og begrænsede deres friheder. Rusland (Storfyrstendømmet Moskva) var på daværende tidspunikt i løbende krig og konflikt med de omkringliggende stater, der var opstået som efterfølgere til Den Gyldne Horde, primært Krim-khanatet. Den russiske befolkning i grænseområderne mod syd blev årligt plaget af invaderende tatarer og andre muslimske plyndringstogter, hvor befolkningen blev tilfangetaget som slaver. Adelen anvendte store ressourcer på at beskytte sig mod disse invasioner og plyndringstogter i det sydlige grænseland, hvilket lagde en stor byrde på adelen, hvorfor øget beskatning af bønderne og brug af deres arbejdskraft blev tiltagende nødvendig for adelen for at kunne opretholde sin position.

### 1500- til 1600-tallet med overgang til fuldt livegenskab
Sudebnik af 1550 forøgede antallet af pozhiloye og indførte en ekstra skat, der blev pålagt bønder, der ikke ville bringe høsten fra markerne til godsejeren. Et midlertidigt (senere permanent) forbud, der begrænsede bønderne i at forlade godset, blev indført i 1597 under Boris Godunovs regeringstid og fjernede bøndernes ret til at forlade godserne på tidspunkt omkring "Juris dag" og gjorde hovedparten af de russiske bønder til fuldt livegne. I 1607 indførte et nyt dekret bødestraf for at hjælpe eller skjule undvegne livegne; bøden skulle betales til staten og til godsejeren.
Lovgivning gav i 1649 godserne retten til de livegne og i 1658 blev flugt fra godset gjort strafbart, og de russiske godsejere opnåede til sidst næsten ubegrænset ejerskab over de livegne. Godsejere kunne overdrage en livegen uden land til en anden godsejer og kunne beholde den livegnes personlige ejendele og familie. Godsejeren kunne dog ikke slå de livegne ihjel. Omkring 4/5 af de russiske bønder var livegne ved folketællingerne i 1678 og 1719; frie bønder var alene forekommende i de nordlige og nordøstlige dele af Rusland.
Der var flere opstande mod livegenskabet, oftest i forbindelse med oprør blandt kosakker, såsom opstandene ledet af Ivan Bolotnikov (1606–07), Stenka Razin (1667–71), Kondraty Bulavin (1707–09) og Jemeljan Pugatjov (1773–75). Opstandene brød dog ikke ud med livegenskabet som den primære årsag, men som kosakkernes reaktion mod den tiltagende centralisering og russificering af Rusland. Opstandene tiltrak imidlertid livegne bønder, der sluttede sig til kosakkerne. Velhavende kosakker holdt imidlertid også livegne.
Ifølge den polske historiker Jerzy Czajewski flygtede russiske livegne i et så stort omfang til Den polsk-litauiske realunion, at den russiske regering anså dette som et problem, og at dette var en af de medvirkende årsager til Ruslands beslutning om at foretage en opdeling af Polen. Indtil Polens delinger i 1700-tallet løste problemet foretog den russiske hær en række operationer i Polen-Litauen officielt for at tilfangetage bortløbne livegne, men ifølge kilder også for at kidnappe mange lokale.
Livegenskabet i Rusland blev indført senere og forblev i kraft længere end i andre Europæiske lande. Slaveri i Zar-Rusland var lovligt indtil 1723, hvor Peter den Store afskaffede slaveriet og i stedet gjorde de russiske slaver til livegne. Denne ændring havde alene betydning for husslaverne, da slaverne på landet allerede i 1679 havde fået ændret deres rettigheder til at være livegne. Ændringen af slavernes status til livegne havde dog ikke den store betydning og stoppede ikke handlen med husholdningsslaver; i stedet for at sælge slaver, blev handlerne i stedet angivet som "udleje af tjener" og lignende. Forbuddet mod at sælge livegne uden samtidig at sælge land havde ingen praktisk betydning, og i 1700-tallet var sådan handel sædvanligt forekommende.

### 1700- og 1800-tallet
Peter den Store gennemførte i 1762 to reformer, der fik betydning for afviklingen af livegenskabet. Han afskaffede kravet om, at adelige skulle gøre militærtjeneste, hvilket gav en begrundelse for at afskaffe livegenskabet. Herudover skete en overtagelse af kirkens godser, hvilket indebar, at godsernes bønder og land overgik til at være statens ejendom. I 1775 udstedte Katarina den Store lovgivning, hvorefter ejere af livegne kunne straffes for mishandling af de livegne. Denne lovgivning blev skærpet i 1817 og i slutningen af 1820'erne. Der blev endog udstedt lovgivning, der påbød godsejerne at hjælpe de livegne i tider med hungersnød gennem bl.a. at holde afgrøder i reserve i tider med hungersnød. Kravene om fødevarehjælp til de livegne hjalp dog ikke de livegne under hungersnød i begyndelsen af 1800-tallet, da godsejerne i vidt omfang ignorerede lovgivningen.
Zar Aleksandr 1. og hans rådgivere havde indgående diskussioner om livegenskabets fremtid. Imod ophævelsen talte de mislykkede bestræbelser i Østrig på at opgive livegenskabet og den politiske reaktion efter den franske revolution. Aleksandr 1. lempede forsigtigt i 1801 på systemet ved at opgive livegenskab i Estland og Letland og ved at give de fleste samfundsklasser, herunder statens bønder, ret til at eje jord. I 1803 indførtes "frie ret til landbrug" for bønder, som frivilligt var blevet stillet frit af deres ejere. Størstedelen af de russiske livegne blev dog ikke berørt af disse reformer.
Livegenskabet blev udnyttet af den russiske stat som rekrutteringsgrundlag for militæret og flåden. De livegne, der blev udskrevet til at gøre tjeneste i den russiske hær, udgjorde en væsentlig del af den hær, der bekæmpede Napoleon under dennes invasion af Rusland i 1812 og de hære, der sikrede russiske ekspansion sydpå under de russisk-tyrkiske krige og i krigene mod Persien. På trods af de militære sejre stod Ruslands økonomiske udvikling fortsat efter Vesteuropa, der oplevede økonomisk udvikling og fremgang med den industrielle revolution og udvikling af nye landbrugsteknikker. Den russiske adel var modstander af de forsøg på at indføre vestligt inspirerede reformer om livegenskabet, og foretrak i stedet at handle eller pantsætte livegne til supplering af indtægtsgrundlaget. I 1820 var 20 % af alle livegne pantsat til den russiske stat; i 1859 var tallet stedet til 66 %.
Borgerskabet fik tilladelse til at holde livegne i årene 1721–62 og 1798–1816 for at tilskynde til industrialisering. I 1804 var 48% af de russiske fabriksarbejdere livegne, et tal der i 1825 var steget til 52 %. Andelen af livegne, der ikke var knyttet til land steg fra 4,14 % i 1835 til 6,79% in 1858.

## Ophør
I 1816, 1817 og 1819 blev livegenskabet afskaffet i henholdsvis Estland, Kurland og Livland. Jorden forblev imidlertid på godsejernes hænder og udleje af arbejdskraft til jorden fortsatte indtil 1868. De frigjorte livegne blev i stedet landarbejdere uden jord, og skulle fortsat have tilladelse til at forlade godset.
Adelen havde i vidt omfang pantsat de livegne til staten og til private banker og var for svag til at modsætte sig ophøret af livegenskabet. Adelens godser var bl.a. på grund af mangel på arveregler om førstefødselsret blevet små og spredte.
I midten af 1800-tallet udgjorde bønderne hovedparten af den russiske befolkning og ifølge folketællingen i 1857 udgjorde antallet af privatejede livegne i alt 23,1 millioner ud af den samlede befolkning på 62,5 millioner i Rusland, svanrede til 37,7% af indbyggerne.
I 1861 besluttede zar Aleksandr 2. af ophæve livegenskabet i forbindelse med gennemførelsen af en større jordreform, delvist ud fra devisen "det er bedre at frigøre bønderne oppefra, end at vente på, at bønderne selv frigør sig nedefra". Zarens tante, storhertuginde Elena Pavlovna havde spillet en vigtig rolle i ophævelsen af livegenskabet i årene mellem 1855 to 1861, hvor hun internt i hoffet og adelen havde skaffet opbakning til livegenskabets ophør.
Livegenskabet blev ophævet i 1861 i Rusland. I praksis var vilkårene imidlertid hårde for de frigivne livegne, hvilket gav fortsat grobund for revolutionære strømninger. Livegenskabet fortsatte i enkelte af Kejserrigets provinser; først mellem 1864 og 1871 blev livegenskabet ophævet i Georgien og i Kalmykia fortsatte livegenskabet helt frem til 1892.
De frigivne livegne skulle fortsætte med at arbejde for godsejeren som hidtil i en overgangsperiode på to år. Godsejerne beholdt alle enge og skove og fik indfriet deres gæld af staten, hvorimod de frigivne livegne skulle betale for de mindre gode jordstykker de blev tilbudt. I de polske provinser, hvor zaren ønskede at stække adelens (szlachtaens) magt fik de livegne dog friere adgang til bedre og større jordstykker.